# Hip hop sperimentale
L'hip hop sperimentale, a volte noto con il corrispettivo in lingua inglese experimental hip hop, e abstract hip hop, è una branca del rap che prevede la sperimentazione strumentale del genere musicale.

## Caratteristiche
I tempi vengono notevolmente rallentati rispetto a una normale strumentale, fino a raggiungere schemi ritmici allucinati, o in alternativa, si aggiungono influenze industrial per rendere il brano più complesso. Il genere è notevolmente influenzato dall'utilizzo di svariati campionamenti e l'uso del turntablism con prevalenti strumentazioni elettroniche.
La composizione di questo sottogenere è lasciata nelle mani dei beatmaker. I principali esponenti sono Clouddead, Death Grips, El-P, Madlib, Kanye West, A$AP Rocky, JPEGMAFIA, Danny Brown, MF DOOM, Earl Sweatshirt e Playboi Carti.